# Spółgłoska szczelinowa nagłośniowa bezdźwięczna
Spółgłoska szczelinowa nagłośniowa bezdźwięczna – rodzaj dźwięku spółgłoskowego występujący w językach naturalnych. W międzynarodowej transkrypcji fonetycznej IPA oznaczana jest symbolem: [ʜ].

## Artykulacja
W czasie artykulacji podstawowego wariantu [ʜ]:
- modulowany jest prąd powietrza wydychanego z płuc, czyli jest to spółgłoska płucna egresywna
- tylna część podniebienia miękkiego zamyka dostęp do jamy nosowej, powietrze uchodzi przez jamę ustną (spółgłoska ustna)
- prąd powietrza w jamie ustnej przepływa ponad całym językiem lub przynajmniej uchodzi wzdłuż środkowej linii języka (spółgłoska środkowa)
- jest to spółgłoska nagłośniowa – fałdy nalewkowo-nagłośniowe zbliżają się do nagłośni. Szczelina staje się na tyle wąska, że masy powietrza wydychanego z płuc przechodząc przez nie tworzą charakterystyczny dla spółgłoski szczelinowej szum.
- wiązadła głosowe nie drgają, spółgłoska ta jest bezdźwięczna

## Przykłady
Głoska ta jest obca językom indoeuropejskim. Występuje w:
- języku agulskim [mɛʜ] "serwatka"
- pewnych dialektach języka arabskiego (Odpowiada standardowemu /ħ/): ? [t̪ɑʜɑːkɐː] "rozmawiać"
- języku dahalo: [ʜaːɗo] "strzała"
- języku haida: x̱ants [ʜʌntsʰ] "cień"